# 嵐が丘 (1970年の映画)
『嵐が丘』（あらしがおか、Wuthering Heights）は1970年のイギリスの恋愛ドラマ映画。監督はロバート・フュースト、出演はアンナ・コールダー＝マーシャルとティモシー・ダルトンなど。エミリー・ブロンテの1847年の同名小説を原作としている。1939年の映画化作品同様、キャサリン・アーンショー・リントンの死で終わった最初の16章だけが描かれていて、キャサリンの娘、ヒンドリーの息子、ヒースクリフの息子の試練は省略されている。

## キャスト
※括弧内は日本語吹替（初回放送1978年2月26日『日曜洋画劇場』）
- キャサリン・アーンショー・リントン: アンナ・コールダー＝マーシャル（英語版）（藤田弓子）
- ヒースクリフ: ティモシー・ダルトン（松橋登）
- アーンショー氏: ハリー・アンドリュース
- リントン夫人: パメラ・ブラウン（英語版）
- ネリー・ディーン: ジュディ・コーンウェル（英語版）
- リントン氏: ジェームズ・コシンズ（英語版）
- アーンショー夫人: ロザリー・クラッチリー（英語版）
- イザベラ・リントン: ヒラリー・ドワイアー（英語版）
- ヒンドリー・アーンショー: ジュリアン・グローヴァー
- ケネス医師: ヒュー・グリフィス
- フランセス・アーンショー: モラグ・フット（英語版）
- エドガー・リントン: イアン・オギルビー
- シールダーズ氏: ピーター・サリス

## 製作
アメリカン・インターナショナル・ピクチャーズはゴシック式恋愛映画とは伝統的に結びつけられていなかったが、『ロミオとジュリエット』(1968) の成功によって影響を受けて本作を作ろうという気になった。この映画はブラッバーハウセズ、オトリー近くのウェストンホール、ブリムハムロックスのロケ地で撮影された。当時のプロデューサーのルース・ヘイワードはこう言った。
私はここで唯一のアメリカ人だ。30年ぶりにハリウッドが私に「大スターの名前もなく巨大な宣伝もせず、それ自体で価値のあるただ良い映画だ」と言った。今、人々の判断にさらされているということを除けば、この発言はとても励みになっている。200～300万ドル投資されたのでとても良くなければいけない。前バージョンではローレンス・オリヴィエがヒースクリフとして、マール・オベロンはキャシーとして、彼は普通の良い男を、彼女は愛らしく明るい女を演じた。ハリウッドは今こその真実に向き合おうとしている。ヒースクリフはひどい奴で、キャシーは本当に嫌な女となる。この映画では二人ともそうなるということだ。

## 評価
『ニューヨーク・タイムズ』紙のヴィンセント・カンビーはその映画は「凝ったことをしようとするときはただイライラするような内容になっており、それがアメリカン・インターナショナル・ピクチャーズの宣伝部の人々がこの映画を「若者向け」と描写するときに言いたいことなのだろう」と述べた。『バラエティ』はそれを「エミリー・ブロンテのゴシック様式の有能で上品で愛らしくて神秘的なラブストーリーの改作である。しかし避けられない悲劇に追い込まれる二人の恋の陰鬱不安と電撃的情熱は生み出されない」と呼んだ。『シカゴ・トリビューン』のジーン・シスケルは4つ星のうちの1つ星をその映画に与え、俳優は「もし制御しなければ容易に笑えるメロドラマに陥ってしまうような台本の要求に応えるだけの力がない」と書き、「この映画は不運なことに吸血鬼物語のような見栄えになってしまった」と付け加えた。
『ロサンゼルス・タイムズ』紙のケビン・トーマスは、「1970年の末にもなってエミリー・ブロンテのキャシー・アーンショーがヨークシャームーアでヒースクリフ！ヒースクリフ！と叫びながらいたるところを走り回っている光景はこの上なくくだらないようである。少なくともAIPの『嵐が丘』新版においてはそうだ。（中略）問題はあまりにも自分のロマンティシズムに溺れきっているので、こうした人々のうち誰か一人でも気にかけるのは不可能だということだ。その結果おそらくその映画が対象としている観客である今日の若い人々がどのくらい健全で正直なのかを考えて人々が映画から出てくることになるらしい」と書いた。『ワシントン・ポスト』のゲイリー・アーノルドはこの映画を「意味がなく一貫性がない」と評し、「薄っぺらく活気のない様子でそれが基にしている（そして評判を台無しにしている）本に似ているので、ただ公正に判断するとプロデューサーは元のタイトルを使うことを断念させられるべきである。この映画のいくつかの登場人物はミス・ブロンテの登場人物と同じ名前である。しかし類似点はまさにそこで終わりだ。ミス・ブロンテのストーリーや雰囲気、表現された感情はほぼ完全に無視され無くされて、台無しにされた」。The Monthly Film Bulletinのデイヴィッド・ピリーは「少なくともAIPとエミリー・ブロンテのコンビネーションは創造的な緊張を約束するが、結局彼女の古典的な小説のただがっかりするような、変化のないバージョンを提供しただけであるとわかる。（中略）彼らは最悪な方法で安全策をとり、アクションを短縮し減らした結果、無味乾燥な活気のないメロドラマになり、誰もが説得力に欠けていて、特にヒースクリフの凶暴さと言えば、せいぜい恥ずかしがり屋の農家労働者と言った程度だ」と書いた。
この映画は6つのレビューに基づいてRotten Tomatoesの50％のスコアを保持している。
AIPは続編のReturn to Wuthering Heightsを作ると公言していたが、それは作られなかった。スタジオが話題にあげた『椿姫』『七破風の屋敷』や『二都物語』などの古典的な小説の翻案もなかった。

### 映画賞
| 賞                         | 部門         | 対象者             | 結果       |
| -------------------------- | ------------ | ------------------ | ---------- |
| 第28回ゴールデングローブ賞 | 最優秀作曲賞 | ミシェル・ルグラン | ノミネート |